# Barbara Margaret Trimble
Barbara Margaret Trimble, född 15 februari 1921 i Holyhead, Anglesey, Wales, död 1995, var en brittisk författare av kriminallitteratur. Hon skrev under pseudonymerna B.M. Gill och Margaret Blake.

### Romaner (under pseudonymen B.M. Gill)
- Target Westminster (1977)
- Death Drop (1979)
- Victims (1980) (amerikansk titel: Suspect)
- The Twelfth Juror (1984)
- Seminar for Murder (1985)
- Nursery Crimes (1986)
- Dying to Meet You (1988)
- Time and Time Again (1989)
- The Fifth Rapunzel (1991)

### Romaner (under pseudonymen Margaret Blake)
- Stranger at the Door (1967)
- Bright Sun, Dark Shadow (1968)
- The Rare and the Lovely (1969)
- The Elusive Exile (1971)
- Courier to Danger (1973)
- Flight from Fear (1973)
- Apple of Discord (1975)
- Walk Softly and Beware (1977)

### Utgivet på svenska
- Du kan inte fly 1979
- Utan alibi 1985
- En man i juryn 1986
- Mord i giljotinklubben 1987
- Ute ska du vara nu 1988
- Dödlig demaskering 1989
- Fri som fågel i bur 1990
- Det femte offret 1992

## Priser och utmärkelser
- The Gold Dagger 1984 för The Twelfth Juror